# TBC 저녁종합뉴스
《TBC 저녁종합뉴스》는 대한민국 TBC Dream FM에서 매일 오후 17시 50분에 방송됐던 라디오 뉴스 프로그램이다. 방송기간은 1997년 12월 1일 ~ 2020년 4월 5일이며, 2020년 4월 6일부터 현재까지는 달콤한 오후 이수정입니다를 방송한다. 

## 같이 보기
- TBC
- TBC Dream FM

| TBC Dream FM             | |                      |
| 달콤한 오후 이수정입니다 | 박소현의 러브게임, 라디오 세상 월요일 오후 18:00 ~ 19:00, 화요일 ~ 일요일 18:00~ 20:00, 박소현의 러브게임 방송시 18:00 ~ 20:00 | 김태준의 매직? 뮤직! |
| 오후 16:00 ~ 18:00       | 박소현의 러브게임, 라디오 세상 월요일 오후 18:00 ~ 19:00, 화요일 ~ 일요일 18:00~ 20:00, 박소현의 러브게임 방송시 18:00 ~ 20:00 | 오후 20:00 ~ 22:00   |
| 대구, 경북 지역 방송     | 일부 지역 자체 방송 | 대구, 경북 지역 방송 |
|                          | |                      |